# NGC 78B
Az NGC 78B egy kölcsönható galaxiscsoport tagja a Pisces (Halak) csillagképben. A csoport másik tagja az NGC 78A.

## Felfedezése
Az NGC 78B galaxist Carl Frederick Pechüle fedezte fel 1879-ben.

## Tudományos adatok
A galaxis 5527 km/sec sebességgel távolodik tőlünk.